# What's This Life For
«What's This Life For» es una canción de la banda estadounidense de hard rock y metal alternativo Creed. Fue lanzado el 9 de junio de 1998 como el tercer sencillo de su primer álbum de estudio My Own Prison (1997). El sencillo alcanzó el puesto número uno en la lista Billboard Mainstream Rock Tracks.

## Composición y grabación
En las sesiones de escritura de My Own Prison, el vocalista Scott Stapp y el guitarrista Mark Tremonti tendrían un control creativo total sobre las letras y las composiciones musicales. Stapp cuenta en una entrevista con Stereogum que "fuimos la fuerza impulsora detrás de la música y tomamos todas las decisiones". También afirma que tres de los cuatro sencillos del álbum, "My Own Prison", "Torn" y "What's This Life For", inmediatamente se destacaron y fueron las canciones favoritas de la banda del álbum. Stapp y Tremonti escribieron "What's This Life For" sobre uno de sus amigos que se había suicidado. La música y la letra fueron escritas por Tremonti, mientras que Stapp contribuyó con la letra de la parte puente de la canción.

## Video musical
Se hicieron tres vídeos musicales para la canción y todos fueron dirigidos por Ramaa Mosley, quien también dirigiría el vídeo del sencillo sencillo de la banda, "Higher". La versión oficial del video fue filmada en el sur de Los Ángeles, cerca del Parque nacional de Árboles de Josué. Mosley, que tenía fascinación por el clima, buscó capturar su poder y misterio enfrentando a "los hombres contra las fuerzas de la naturaleza". Mosley dijo: "Tenía una tremenda fascinación por el tiempo y trataba de capturarlo en una película. El tiempo es muy misterioso y poderoso y quería hacer un vídeo que enfrentara a los hombres contra las fuerzas de la naturaleza. Quería que el vídeo de Creed sintiera eso". la música y la banda habían actuado con tanta pasión que se acercaba una tormenta." El video presenta a la banda interpretando la canción en las llanuras desérticas junto con escenas de varias personas descontentas que intentan escapar de sus vidas. Se puede ver a cada miembro de la banda en cada una de las escenas observando cómo las personas alienadas luchan por hacer frente a su descontento. Cuando la banda comienza a tocar la canción, se puede ver a la gente caminando hacia el desierto para unirse a ellos. Cuando comienza el segundo coro, se produce una repentina tormenta de viento que hace que las arenas del desierto vuelen alrededor de la banda y los espectadores. Este efecto se creó utilizando abanicos gigantes. Durante el puente, el vídeo cambia a un escenario nocturno. En este punto, las distintas personas de cada escena también comienzan a unirse a la banda en el desierto, donde todos se regocijan bajo una lluvia y nieve. El efecto lluvia se creó con una máquina de lluvia, mientras que la nieve se hizo con escamas de jabón.

## Posicionamiento en lista
| Lista (1998)                         | Mejor posición |
| ------------------------------------ | -------------- |
| Estados Unidos (Mainstream Rock)     | 1              |
| Estados Unidos (Alternative Airplay) | 10             |